# 私募リート
私募リート（私募REIT、しぼリート）やプライベート・リート（英: private REIT）は、非上場の不動産投資信託（REIT）や投資法人のこと。

## 概要
REIT（不動産投資信託）のうち、証券取引所に上場していない私募のものを指す。
日本において私募REITは、2010年（平成22年）以降、設立が増えている。
米国にはおいては、機関投資家向けで税法上のREITのうち、非上場または米国証券取引委員会に登録していないものをプライベート・リートと呼ぶ。2019年には三菱商事100%子会社のダイヤモンド・リアルティ・マネジメントにより日系不動産運用会社として初の米国の私募リートが立ち上げられた。

## 日本の私募REIT概要
日本では投信法に基づく。日本の上場REITについては、J-REITの項目を参照。
不動産証券化協会の「私募リート・クォータリー」において、私募リートの定義は以下の通り。
- 非上場（証券取引所に上場していない）であること。
- 投資信託協会規則で定める「不動産投信等」であること。
- 投資信託協会規則で定める「オープン・エンド型の投資法人」であること。
- 運用期間の定めが無いこと。

スポンサー属性としては、当初は不動産会社（2010年の野村不動産プライベート投資法人が初）、金融系（2012年のジャパン・プライベート・リート投資法人が初）、総合商社（2012年のDREAMプライベートリート投資法人が初）による法人が設立されたが、その後、物流（2015年のSGAM投資法人が初）、鉄道（2016年の京阪プライベート・リート投資法人が初）、ゼネコン（2018年の鹿島プライベートリート投資法人が初）、電力（2019年の関電プライベートリート投資法人が初）、ガス（2023年の大阪ガス都市開発プライベートリート投資法人が初）など本業が不動産・金融以外の一般事業会社がスポンサーとなり財務・成長戦略に活用する例が増えている。
2020年～2022年で、J-REITの新規上場は1法人（東海道リート投資法人のみ）に対し、私募REITの運用開始は12法人だった。また、2023年に運用開始の私募REITは10法人だった。2024年6月で私募リートは58法人となり、法人数でJ-REITと並んだ。

### 上場J-REITと日本の私募REITの比較
- 個人も投資できる上場J-REITとは異なり、主に機関投資家向けであり[7]、非上場であるため投資口価格の変動が少ないため、地方銀行等の資金が流れているとされている。一方で、非上場であるが故、流動性は限定的である。
- LTVは、J-REITの平均が44.6%（2021年10月時点）[8]に対し、日本の私募REITは2021年9月時点で資産総額4兆2,740億円、出資総額2兆5,131億円[9]であることから41.2%と算定され、実際には資産は相応の含み益を有することを勘案すると、J-REITよりLTVが低いと云える。

## 日本の私募REIT一覧

### 不動産証券化協会の集計
2025年.月末時点で、60投資法人、資産総額7兆1,897億円、物件数1,981物件、出資総額4兆1,034億円。
|    | 運用開始年月 | 投資法人名                                   | 運用会社                                       | スポンサー                                                               | 公式サイト                           |
| -- | ------------ | -------------------------------------------- | ---------------------------------------------- | ------------------------------------------------------------------------ | ------------------------------------ |
| 1  | 2010年11月   | 野村不動産プライベート投資法人               | 野村不動産投資顧問                             | 野村不動産                                                               | https://www.nre-pr.co.jp             |
| 2  | 2011年3月    | 日本オープンエンド不動産投資法人             | 三菱地所投資顧問                               | 三菱地所                                                                 | https://joe-re.com                   |
| 3  | 2012年3月    | 三井不動産プライベートリート投資法人         | 三井不動産投資顧問                             | 三井不動産                                                               | https://mfpr.co.jp                   |
| 4  | 2012年9月    | ジャパン・プライベート・リート投資法人       | ゴールドマン・サックス証券                     | ゴールドマン・サックス                                                   | https://www.j-p-r.co.jp              |
| 5  | 2012年10月   | DREAMプライベートリート投資法人              | ダイヤモンド・リアリティ・マネジメント         | 三菱商事                                                                 | https://dream-dpr.com                |
| 6  | 2013年3月    | 大和証券レジデンシャル・プライベート投資法人 | 大和リアル・エステート・アセット・マネジメント | 大和証券                                                                 | https://www.daiwa-rp.co.jp           |
| 7  | 2014年3月    | ブローディア・プライベート投資法人           | 東急不動産リート・マネジメント                 | 東急不動産                                                               | https://broadia-reit.co.jp           |
| 8  | 2014年3月    | ケネディクス・プライベート投資法人           | ケネディクス不動産投資顧問                     | ケネディクス                                                             | https://www.kpi-reit.com             |
| 9  | 2014年9月    | 丸紅プライベートリート投資法人               | 丸紅アセットマネジメント                       | 丸紅                                                                     | https://mpreit.com                   |
| 10 | 2014年10月   | 東京海上プライベートリート投資法人           | 東京海上アセットマネジメント                   | 東京海上                                                                 | https://tokiomarine-tpr.com          |
| 11 | 2015年1月    | SCリアルティプライベート投資法人             | 住商リアルティ・マネジメント                   | 住友商事                                                                 | https://scrp.co.jp                   |
| 12 | 2015年2月    | 中央日土地プライベートリート投資法人         | 中央日土地アセットマネジメント                 | 中央日本土地建物                                                         | https://chuo-nittochi-pr.com         |
| 13 | 2015年3月    | SGAM投資法人                                 | SGアセットマックス                             | SGホールディングス、ザイマックス                                         | https://sgam-reit.com                |
| 14 | 2015年8月    | 東京建物プライベートリート投資法人           | 東京建物不動産投資顧問                         | 東京建物                                                                 | https://www.ttp-reit.com             |
| 15 | 2015年9月    | センコー・プライベートリート投資法人         | センコー・アセットマネジメント                 | センコーグループホールディングス                                         | https://senkopr.com                  |
| 16 | 2016年2月    | NTT都市開発プライベート投資法人              | NTT都市開発投資顧問                            | NTT都市開発                                                              | https://www.nupr.co.jp               |
| 17 | 2016年6月    | D&Fロジスティクス投資法人                    | 大和ハウス不動産投資顧問                       | 大和ハウス工業                                                           | https://df-logistics.jp              |
| 18 | 2016年6月    | 京阪プライベート・リート投資法人             | 京阪アセットマネジメント                       | 京阪ホールディングス                                                     | https://keihan-reit.com              |
| 19 | 2016年8月    | DBJプライベートリート投資法人                | DBJアセットマネジメント                        | 日本政策投資銀行                                                         | https://dbj-pr.jp                    |
| 20 | 2016年8月    | ニッセイプライベートリート投資法人           | ニッセイリアルティマネジメント                 | 日本生命保険、大林組                                                     | https://nissay-pr.co.jp              |
| 21 | 2017年1月    | 地主プライベートリート投資法人               | 地主アセットマネジメント                       | 地主                                                                     | https://www.jinushi-reit.co.jp       |
| 22 | 2017年3月    | Oneプライベート投資法人                      | みずほリートマネジメント                       | みずほフィナンシャルグループ                                             | https://www.one-preit.com            |
| 23 | 2017年11月   | ヒューリックプライベートリート投資法人       | ヒューリック不動産投資顧問                     | ヒューリック                                                             | https://www.hulic-private-reit.co.jp |
| 24 | 2018年2月    | 三井物産プライベート投資法人                 | 三井物産リアルティ・マネジメント               | 三井物産                                                                 | https://www.mbkpr.co.jp              |
| 25 | 2018年3月    | 日神プライベートレジリート投資法人           | 日神不動産投資顧問                             | 日神不動産                                                               | https://nspr-reit.com                |
| 26 | 2018年3月    | ひろしま地方創生リート投資法人               | ひろぎんリートマネジメント                     | 広島銀行                                                                 | n.a.                                 |
| 27 | 2018年6月    | 大和証券ホテル・プライベート投資法人         | 大和リアル・エステート・アセット・マネジメント | 大和証券                                                                 | https://daiwa-hp.co.jp               |
| 28 | 2018年6月    | 鹿島プライベートリート投資法人               | 鹿島不動産投資顧問                             | 鹿島建設                                                                 | https://www.kajima-pr.com            |
| 29 | 2019年3月    | 三菱HCキャピタルプライベートリート投資法人   | 三菱HCキャピタル不動産投資顧問                 | 三菱HCキャピタル                                                         | https://mhc-preit.co.jp              |
| 30 | 2019年7月    | 関電プライベートリート投資法人               | 関電不動産投資顧問                             | 関電不動産開発（関西電力）                                               | https://www.kdpr.co.jp               |
| 31 | 2019年9月    | MUFGプライベートリート投資法人               | 三菱UFJ不動産投資顧問                          | 三菱UFJフィナンシャル・グループ                                          | https://mufgpr.tr.mufg.jp            |
| 32 | 2019年9月    | 大和ハウスグローバルリート投資法人           | 大和ハウス不動産投資顧問                       | 大和ハウス工業                                                           | https://daiwahouse-global-reit.jp    |
| 33 | 2020年1月    | ESRリート投資法人                            | ESRリートマネジメント                          | ESR                                                                      | https://esr-reit.jp                  |
| 34 | 2020年3月    | 大和証券ロジスティクス・プライベート投資法人 | 大和リアル・エステート・アセット・マネジメント | 大和証券                                                                 | https://www.daiwa-lp.co.jp           |
| 35 | 2020年3月    | DREAMホスピタリティリート投資法人            | ダイヤモンド・リアルティ・マネジメント         | 三菱商事                                                                 | https://dream-dhr.com                |
| 36 | 2020年3月    | 第一生命ライフパートナー投資法人             | 第一生命リアルティアセットマネジメント         | 第一生命保険                                                             | https://dlpr.co.jp                   |
| 37 | 2020年3月    | 両備A.P.プライベート投資法人                 | A.P.アセットマネジメント                       | 両備ホールディングス                                                     | https://www.rap-reit.co.jp           |
| 38 | 2021年3月    | SMBCプライベート投資法人                     | SMBCリートマネジメント                         | 三井住友フィナンシャルグループ                                           | https://smpr.co.jp                   |
| 39 | 2021年10月   | 安田不動産プライベートリート投資法人         | 安田不動産投資顧問                             | 安田不動産                                                               | https://www.yasuda-reit.co.jp        |
| 40 | 2022年2月    | 長谷工レジデンシャルプライベート投資法人     | 長谷工不動産投資顧問                           | 長谷工コーポレーション                                                   | https://www.haseko-rpr.co.jp         |
| 41 | 2022年3月    | JR九州プライベートリート投資法人             | JR九州アセットマネジメント                     | 九州旅客鉄道                                                             | https://www.jrkyushu-reit.co.jp      |
| 42 | 2022年3月    | フージャースプライベートリート投資法人       | フージャースキャピタルマネジメント             | フージャースホールディングス                                             | https://hoosiers-reit.co.jp          |
| 43 | 2022年7月    | アドバンス・プライベート投資法人             | 伊藤忠リート・マネジメント                     | 伊藤忠商事、伊藤忠都市開発                                               | https://www.adp-reit.com             |
| 44 | 2022年9月    | 農中JAMLリート投資法人                       | 農中JAML投資顧問                               | 農林中央金庫、JA三井リース、JA三井リース建物                             | https://www.njpr.co.jp               |
| 45 | 2023年1月    | 清水建設プライベートリート投資法人           | 清水建設不動産投資顧問                         | 清水建設                                                                 | https://www.smzpr.co.jp              |
| 46 | 2023年3月    | JR東日本プライベートリート投資法人           | JR東日本不動産投資顧問                         | 東日本旅客鉄道                                                           | https://www.jreast-reit.co.jp        |
| 47 | 2023年4月    | FJプライベートリート投資法人                 | FJアセットマネジメント                         | 福岡地所                                                                 | https://www.fj-pr.jp                 |
| 48 | 2023年7月    | 大成建設プライベート投資法人                 | 大成不動産投資顧問                             | 大成建設、大成有楽不動産、芙蓉総合リース、サンアローズ・インベストメント | https://www.taisei-pr.co.jp          |
| 49 | 2023年8月    | 日鉄興和不動産プライベート投資法人           | 興和不動産投資顧問                             | 日鉄興和不動産                                                           | https://nkpr.kowa-kia.co.jp          |
| 50 | 2023年8月    | SBIプライベートリート投資法人                | SBIプライベートリートアドバイザーズ            | SBIフィナンシャルサービシーズ（SBIホールディングス）                     | https://www.sbi-pr.co.jp             |
| 51 | 2023年9月    | 西松プライベートリート投資法人               | 西松アセットマネジメント                       | 西松建設                                                                 | https://www.nishimatsu-pr.com        |
| 52 | 2023年9月    | 大阪ガス都市開発プライベートリート投資法人   | 大阪ガス都市開発アセットマネジメント           | 大阪ガス、大阪ガス都市開発                                               | https://og-reit.co.jp                |
| 53 | 2023年9月    | JR西日本プライベートリート投資法人           | JR西日本不動産投資顧問                         | 西日本旅客鉄道、JR西日本不動産開発、JR西日本プロパティーズ               | https://www.jwestpr.jp               |
| 54 | 2023年11月   | 南海プライベートリート投資法人               | 南海リートマネジメント                         | 南海電気鉄道                                                             | https://www.nankai-pr.co.jp/         |
| 55 | 2024年1月    | 第一生命総合リート投資法人                   | 第一生命リアルティアセットマネジメント         | 第一生命ホールディングス、第一生命保険、第一ビルディング、相互住宅       | https://dldr.co.jp/                  |
| 56 | 2024年2月    | 北海道リート投資法人。                       | 北海道アセットマネジメント                     | 北海道内中心の複数企業                                                   | https://hokkaido-reit.com/           |
| 57 | 2024年3月    | 東京ガス不動産プライベートリート投資法人     | 東京ガス不動産投資顧問                         | 東京ガス不動産                                                           | https://tgre-pr.com/                 |
| 58 | 2024年6月    | CREインダストリアルアセット投資法人          | ストラテジック・パートナーズ                   | シーアールイー                                                           | https://cia-reit.co.jp/              |
| 59 | 2025年3月    | 東京メトロプライベートリート投資法人         | 東京メトロアセットマネジメント                 | 東京地下鉄（東京メトロ）                                                 | https://tokyometro-pr.jp/            |
| 60 | 2025年3月    | りそなプライベートリート投資法人             | りそな不動産投資顧問                           | りそな銀行                                                               | https://www.resona-preit.co.jp/      |

### その他
金融庁に登録済みや法人設立済みであるものの、非上場かつ不動産証券化協会の私募リート・クォータリーに掲載されていない投資法人は以下の通り。設立または登録済みだが運用開始前の状態、または上場（J-REIT）を目指しておりその前段階として私募で運用している状態、という傾向がある。
- ビーロットリート投資法人 - 2017年9月15日「ポーリー・プラス投資法人」として設立、2018年6月20日「メディカルアセット投資法人」に商号変更、2020年9月1日に「ビーロットリート投資法人」に商号変更。同年11月30日にビーロット江坂ビルを取得し運用開始。2023年上場目標。スポンサーはビーロット。
- いちごプライベートリート投資法人 - スポンサーは東祥で、2020年3月に東祥リート投資法人として運用開始した東海地区初の投資法人だったが、いちごの傘下となった。
- シノケン・レジデンシャル投資法人（旧「シノケンリート投資法人」） - 2020年6月登録。2020年7月31日運用開始。スポンサーはシノケン。[62]2021年12月以降に上場を目指しており[63]、2022年2月に3月の上場予定を発表したが、その後上場延期を発表。
- サムティ・ジャパンホテル投資法人 - 観光目的の入国者数が、コロナ禍前の水準に戻る見通しが立っていないことから、上場延期を発表。
- サステナブル・インベストメンツ投資法人 - リオ・アセットマネジメント
- オープンハウスリート投資法人 - スポンサーはオープンハウスグループ。2022年5月13日設立、同年6月14日登録、非上場クローズド・エンド型不動産投資法人[64][65]、同年9月1日運用開始[66]
- 東京建物ロジスティクスリート投資法人 - 東京建物がスポンサー、資産運用会社は株式会社東京リアルティ・インベストメント・マネジメント、主たる投資対象は物流施設及びインダストリアル施設、上場を目指す[67]。

### 計画中
- 戸田建設 - 2025年設立予定[68]
- 京浜急行電鉄[69]
- 相鉄ホールディングス、相鉄アーバンクリエイツ、相鉄不動産投資顧問[70][71]
- 西日本鉄道（西鉄） - 長期ビジョン「にしてつグループまち夢ビジョン 2035」に記載[72]
- 空港施設[73][74]
- 九州電力[75][76] - 2024年7月1日に九電都市開発投資顧問株式会社を設立予定[77]。
- アスコット[78]
- 名古屋鉄道[79]
- 琉球銀行 - 沖縄県内の物件を対象に2020年代後半以降の組成をめざす[80][81]

中止
- 「エスコンプライベートリート（仮称）」 - 日本エスコン[82]：2022年6月に中止[83]

## 日本のオープン・エンド型私募コアファンド
私募リート等同様に、主に機関投資家向けの長期投資を前提とし、日本の不動産を投資対象とするオープン・エンド型の私募コアファンドも登場している。
- ラサール・ジャパン・プロパティ・ファンド
- GLP Japan Income Fund
- 大和ハウスロジスティクスコアファンド - 大和ハウス・アセットマネジメントが投資助言[84]